# Partido Conservador de Centroamérica
El Partido Conservador de Centroamérica fue un partido político en la República Federal de Centro América. El partido defendía un modelo centralista de república unitaria donde las leyes del gobierno central aplicaran a todo el territorio, contrapuesto al modelo federal que pugnaban los liberales. Tras robárseles el triunfo por medio de maniobras políticas de los liberales tras las elecciones federales de Centroamérica de 1825 en que su candidato José Cecilio del Valle no fue ratificado por la mayoría liberal en el Congreso, el presidente liberal designado Manuel José de Arce y Fagoaga se convirtió poco después en un inusual aliado tras romper con los liberales.
Además de sus ideas clericales aliadas a la Iglesia y a la poderosa aristocracia de origen ibérico, el Partido Conservador logró un respaldo importante de los estratos pobres especialmente indígenas azuzando sentimiento religiosos que finalmente llevaron a la guerra civil.

## Miembros destacados
- Clan Aycinena
- Mariano Beltranena y Llano
- José Cecilio del Valle
- Gregorio Salazar
- Rafael Carrera y Turcios